# 캐릭캐릭 체인지 (사운드트랙)
애니메이션 《캐릭캐릭 체인지》의 한국어 주제가 싱글 일람이다. 모두 디지털 싱글로 발매되었다.

## 수록곡

### 1집 (1기)
- 개구리 중사 케로로 OST에 이어 두 번째로 그 만화의 캐릭터가 앨범아트에 쓰였다. 애니메이션 방영에 비하면 싱글 발표가 늦은편. 발매일은 2008. 12. 19.

1. 또 다른 나 (오프닝 Full ver.)
  - 노래/이용신, 작사·곡/황규동, 기타/정용민, 음악감독/김정아, 녹음실/사운드 스토리
2. 나만의 나 (엔딩 Full ver.)
  - 노래/양정화, 작·편곡/신승준·신성우, 작사/박철민, 믹싱/천성봉, 기타/火鳥, 드럼/김병재, 코러스/한희남
3. 또 다른 나 (오프닝 TV ver.)
4. 나만의 나 (엔딩 TV ver.)

## 2집 (2기)
- 2기 여는 노래와 닫는 노래로 구성되어있다. TV방영 후 약 1주일 뒤에 발매되었다. 발매일은 2009. 12. 05.

1. 두근두근 예!예! (오프닝 Full ver.)
  - 노래/JQT, 작곡/이창희, 작사/신동식, 편곡/최명희, 믹싱/하정수, 녹음실/GP스튜디오,노바스튜디오
2. 텔레파시 (엔딩 Full ver.)
  - 노래/김현지, 작곡/이창희, 작사/신동식, 편곡/최명희, 믹싱/하정수, 녹음실/노바스튜디오
3. 두근두근 예!예! (오프닝 TV ver.)
4. 텔레파시 (엔딩 TV ver.)